# Tables rudolphines
Les Tables rudolphines (Tabulae Rudolphinae) sont des tables astronomiques établies par Johannes Kepler et publiées en 1627. Elles sont fondées sur les lois du mouvement des planètes qu'il avait découvertes, et utilisent les observations d'une grande qualité de Tycho Brahe auquel Kepler rend hommage dans l'ouvrage. Elles bénéficient de la découverte récente des logarithmes que Kepler utilise, et même perfectionne dans son ouvrage Chilias logarithmorum, pour ses calculs.
Elles permirent alors de prédire avec une bien meilleure précision que les tables précédemment en vigueur (les Tables alphonsines fondées sur le système de Ptolémée, et les Tables pruténiques fondées sur le système de Copernic) les événements célestes tels que les passages de Mercure et de Vénus devant le Soleil et les éclipses solaires et lunaires.

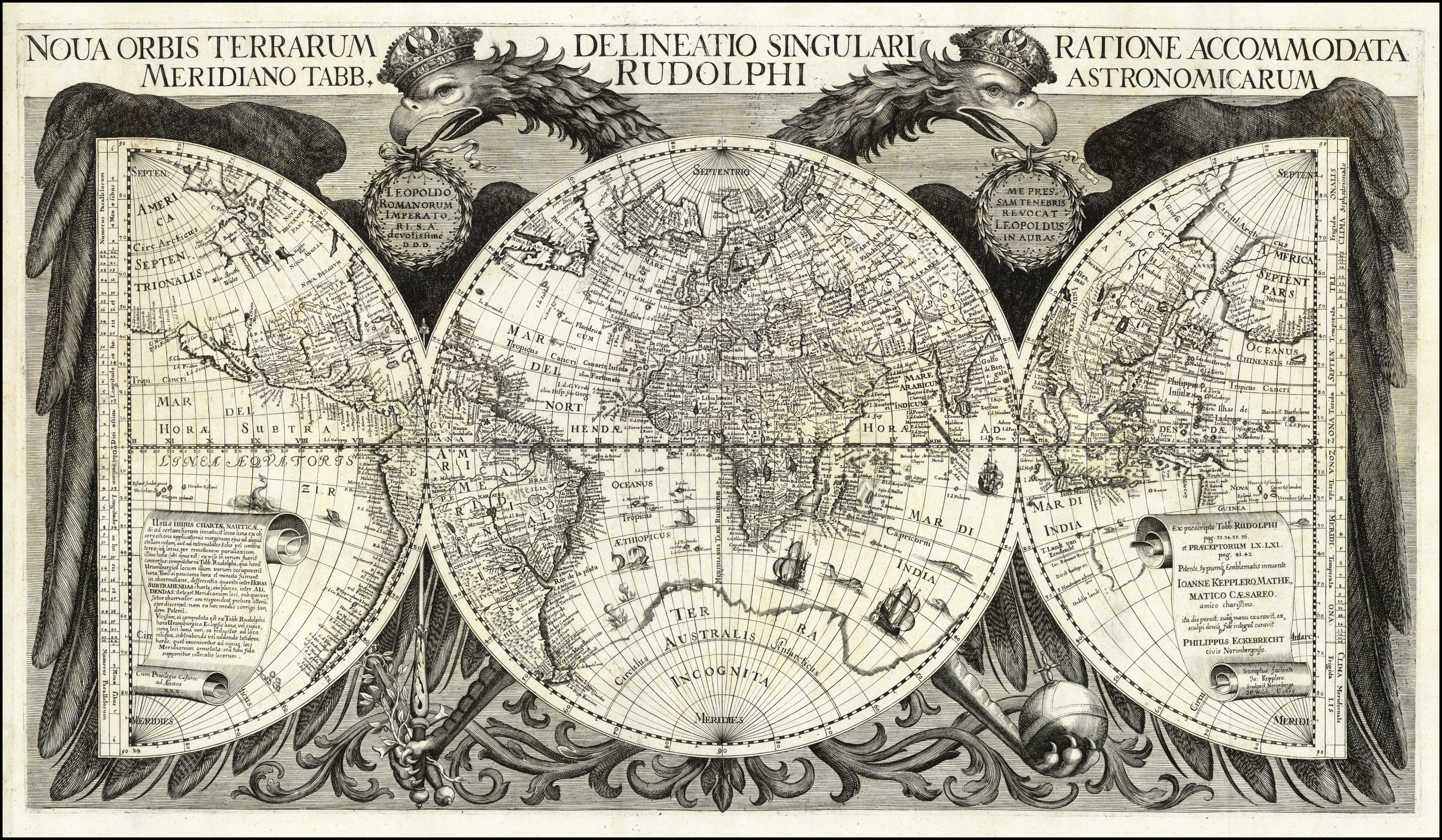
Carte du monde dans les Tables Rudolphines.